# Przekładaniec
Przekładaniec és un curtmetratge de ciència-ficció de comèdia del 1968 dirigit per Andrzej Wajda basat en el guió de Stanisław Lem, que era una adaptació fluixa del conte de Lem de 1955 convertit en una obra radiofònica Czy pan istnieje, Mr. Johns?'.
La primera còpia del conte de Lem va ser a Przekrój l'any 1955. Traduït com a Are you there, Mr. Jones? va aparèixer a una revista britànica-australiana de ciència-ficció Vision of Tomorrow el 1969. Segons la introducció de la història a la revista, va ser la primera obra de Lem traduïda a l'anglès.
La idea central de la pel·lícula es refereix als problemes relacionats amb el trasplantament d'òrgans, és a dir, quina és la identitat legal (i els drets legals associats) d'una persona el cos de la qual inclou molts trasplantaments i el d'una persona el cos de la qual es va utilitzar per a molts trasplantaments?
La pel·lícula és un exemple rar que Lem estava satisfet amb una adaptació de la seva obra. Lem va escriure que la pel·lícula de Wajda era l'única adaptació de les seves obres que l'havia satisfet (Lem) completament. Lem fins i tot va confessar que havia trobat el curs dels esdeveniments a la pel·lícula tenia més sentit que la història curta.

## Arguments
La pel·lícula de Wajda és la història de dos germans, Richard Fox, corredor de ral·lis, i el seu germà Thomas, que van tenir terribles accidents de cotxe. A l'obra original de Lem eren Harry Jones, un corredor després d'una sèrie d'accidents de cotxe, i el seu germà sense nom, que va patir un accident d'avió.

### Versió de reproducció de ràdio
En aquesta versió, el dilema es planteja en el domini de les pròtesis avançades que voregen amb la robòtica.
Harry Jones té una sèrie d'accidents greus, després de cadascun dels quals Cybernetics Company afegeix pròtesis al seu cos fins que pràcticament tot el seu cos, inclosa la meitat del seu cervell, es torna artificial i Jones acumula un gran deute amb l'empresa. L'empresa el demanda per la devolució de totes les pròtesis, però el tribunal inferior rebutja la demanda perquè equivaldria a matar Jones. La companyia el va enganyar perquè substituís el mig cervell restant i després va demandar amb la demanda d'adquirir Jones com a propietat en lloc del deute. El tribunal s'enfronta al dilema: si Jones és una màquina, no pot ser demandat, en cas contrari, si encara és una persona, no pot passar a ser propietat de l'empresa. En Harry va trucar al seu germà com a prova, però resulta que aquest últim després de l'accident d'avió es troba en la mateixa situació...

### Versió de la pel·lícula
Aquesta versió està emmarcada en el domini de transplantologia.
Richard Fox colpeja malament el seu germà durant una carrera. El cirurgià trasplanta el 48,5% del cos de Toms a Richard, i comença una tragicomèdia. La companyia d'assegurances de vida es nega a pagar els beneficis de Tom, perquè està "incompletament mort". La dona d'en Tom demana que Richard pagui per Tom o es reconegui com a Tom i "s'uneixi a la família". L'advocat de Richard no els ajuda.
A la propera concentració, Richard xoca contra la seva cunyada, dues dones més i un gos...
Després de la tercera manifestació catastròfica, l'advocat intenta dir-li a Fox que encara no ha aconseguit fer res, però resulta que Fox ja no és Fox, sinó el seu copilot supervivent ple de trasplantaments de parts del cos de Fox...

## La pel·lícula de Wajda
La pel·lícula es va estrenar el 17 d'agost de 1968 a la Telewizja Polska. La pel·lícula va ser la primera pel·lícula de comèdia de Wajda, la primera producció de televisió i l'única obra de ciència-ficció.

### Repartimentt
- Bogumił Kobiela - Richard Fox
- Marek Kobiela- Thomas Fox
- Anna Prucnal - Mrs. Fox
- Jerzy Zelnik - Dr. Burton
- Piotr Wysocki - Dr. Benglow, psicoanalista
- Tadeusz Pluciński - pastor
- Ryszard Filipski - advocat
- Gruo de rock Niebiesko-Czarni[9]

### Premis
- Premi "Pantalla d'Or" (Złoty Ekran) per la revista Ekran[9]
- Premis del Comitè de Ràdio i Televisió de Polònia per al director (Wajda) i el guionista (Lem)[9]
- Reconeixement especial a la III Setmana Internacional de Cinema Fantàstic i de Terror de 1970[10]